# DREAM PRICE 1000 南野陽子/楽園のDoor
『DREAM PRICE 1000 南野陽子 / 楽園のDoor 』（ドリーム・プライス 1000 みなみの ようこ らくえんのドア）は、南野陽子のミニベスト・アルバム。2002年10月9日発売。発売元はSony Music House。レコード会社主導のベスト・アルバム。

## 収録曲
1. さよならのめまい
2. 楽園のDoor
3. 話しかけたかった
4. はいからさんが通る
5. 吐息でネット。
6. 恥ずかしすぎて